# Levan Mchedlidze
Levan Mchedlidze (en georgiano: ლევან მჭედლიძე) (Tiflis, 24 de marzo de 1990) es un exfutbolista georgiano que jugaba de delantero.

## Selección nacional
Fue internacional con la selección de fútbol de Georgia. Debutó con 17 años en un partido contra la selección de fútbol de Italia de clasificación para la Eurocopa 2008.
Su primer gol con el combinado nacional llegó en la victoria por 2-0 ante la selección de fútbol de Escocia.

## Clubes
| Club                   | País    | Año       |
| ---------------------- | ------- | --------- |
| F. C. Dila Gori        | Georgia | 2005-2006 |
| Empoli F. C.           | Italia  | 2006-2019 |
| U. S. Palermo (cedido) | Italia  | 2008-2010 |
| F. C. Dinamo Tiflis    | Georgia | 2019-2020 |
| F. C. Dinamo Batumi    | Georgia | 2021      |
| F. C. Torpedo Kutaisi  | Georgia | 2021-2022 |